# Почесні доктори Київського університету
Список Почесних докторів Київського національного університету імені Тараса Шевченка з 1967 року і по сьогодні. 
Список складений у хронологічному порядку з можливістю сортування. 
Список складений згідно з даними офіційного сайту Вченої ради Київського національного університету.
Звання Почесний доктор Київського університету удостоюються видатні вітчизняні і зарубіжні вчені, прогресивні державні і політичні діячі, які отримали світове визнання, за вагомий особистий вклад у розвиток науково-технічних знань, розробку і впровадження сучасних технологій і новітніх наукових концепцій, педагогічну діяльність, а також зміцнення міжнародного співробітництва учених Київського університету і зарубіжних країн у галузі науки і освіти.
Відзначаються особи, які не знаходяться у трудових стосунках з Київським університетом. 
Присвоює звання Вчена Рада Київського національного університету імені Тараса Шевченка. 
Почесному доктору вручають диплом, медаль і мантію Почесного доктора університету в офіційних кольорах Київського університету — червоному та чорному.

## Список
Станом на 01.09.2013
| ім'я                               | країна                          | дата       | посада                                                                                              |
| ---------------------------------- | ------------------------------- | ---------- | --------------------------------------------------------------------------------------------------- |
| Георг Мюллер                       | НДР                             | 29.4.1967  | Професор Лейпцизького університету                                                                  |
| Реже Богнар                        | Угорська Народна Республіка     | 25.3.1968  | Професор Дебреценського університету                                                                |
| Андраш Рапчак                      | Угорська Народна Республіка     | 25.3.1968  | Професор Дебреценського університету                                                                |
| Мечислав Клімашевські              | Польська Народна Республіка     | 29.4.1968  | Професор Ягеллонського університету                                                                 |
| Георг Майєр                        | НДР                             | 29.4.1968  | Професор Лейпцизького університету                                                                  |
| Богуслав Цамбел                    | Чехословаччина                  | 24.6.1968  | Професор Братиславського університету                                                               |
| Войтех Філкорн                     | Чехословаччина                  | 24.6.1968  | Професор Братіславського університету                                                               |
| Іштван Коня                        | Угорська Народна Республіка     | 17.4.1979  | Професор Дебреценського університету                                                                |
| Мбоу Амаду-Махар                   | ЮНЕСКО                          | 27.5.1982  | Генеральний секретар ЮНЕСКО                                                                         |
| Н. Л. Шрімалі                      | Індія                           | 25.9.1982  | Професор Бандраського університету                                                                  |
| Рао Нарасімхо                      | Індія                           | 25.9.1982  | Політичний діяч                                                                                     |
| Індіра Ганді                       | Індія                           | 25.9.1982  | Прем'єр-міністр Індії                                                                               |
| Іосіф Хамм                         | Австрія                         | 12.9.1983  | Академік Австрійської академії наук                                                                 |
| Володимир Георгієв                 | Народна Республіка Болгарія     | 12.9.1983  | Академік Болгарської академії наук                                                                  |
| Братко Крефт                       | СФРЮ                            | 12.9.1983  | Професор Словенської академії наук                                                                  |
| Моніка Партридж                    | Велика Британія                 | 12.9.1983  | Професор Ноттінгемського університету                                                               |
| Лотар Ратман                       | НДР                             | 6.6.1988   | Професор Лейпцизького університету                                                                  |
| Стефан Козак                       | Польща                          | 7.6.1993   | Професор Варшавського університету                                                                  |
| Мін Цзі                            | Тайвань                         | 7.6.1993   | Професор Університету Вень-Хуа                                                                      |
| Тур Хейєрдал                       | Норвегія                        | 4.10.1993  | Дослідник                                                                                           |
| Отар Акакійович Баканідзе          | Грузія                          | 6.6.1994   | Професор Тбіліського університету                                                                   |
| Божидар Елчич                      | Хорватія                        | 6.6.1994   | Професор Загребського університету                                                                  |
| Юрій Олександрович Золотов         | Росія                           | 6.6.1994   | Академік Російської академії наук                                                                   |
| Олександр Юрійович Ішлінський      | Росія                           | 6.6.1994   | Академік Російської академії наук                                                                   |
| Дейвід Холдкрофт                   | Велика Британія                 | 6.6.1994   | Професор Лідзького університету                                                                     |
| Джеймс Лайтхіл                     | Велика Британія                 | 6.6.1994   | Професор Математичного коледжу при Лондонському університеті                                        |
| Жак Ів Кусто                       | Франція                         | 6.6.1994   | Дослідник                                                                                           |
| Борис Євгенович Патон              | Україна                         | 23.9.1994  | Президент Національної академії наук України                                                        |
| Альгірдас Міколас Бразаускас       | Литва                           | 5.12.1994  | Президент Литовської Республіки                                                                     |
| Вільям Джефферсон Клінтон          | США                             | 12.5.1995  | Президент США                                                                                       |
| Арпад Богщ                         | Швеція                          | 13.11.1995 | Генеральний директор Всесвітньої організації інтелектуальної власності                              |
| Лієн Джан                          | Тайвань                         | 20.8.1996  | Прем'єр-міністр, віце-президент Університету Вень-Хуа                                               |
| Гельмут Коль                       | Німеччина                       | 2.9.1996   | Федеральний канцлер Німеччини                                                                       |
| Ганс Майєр                         | Німеччина                       | 14.10.1996 | Професор Мюнхенського університету                                                                  |
| Вацлав Гавел                       | Чехія                           | 4.11.1996  | Президент Чехії                                                                                     |
| Ніколо Манчіні                     | Італія                          | 23.6.1997  | Голова Сенату Італії                                                                                |
| Григорій Ю. Грабович               | США                             | 1.7.1997   | Професор Гарвардського університету                                                                 |
| Ергхард Рой Він                    | Німеччина                       | 5.10.1997  | Професор Університет Констанц                                                                       |
| Юрій Даревич                       | Канада                          | 2.7.1999   | Професор Йоркського університету (м. Торонто)                                                       |
| Микола Лілов Божков                | Болгарія                        | 2.7.1999   | Професор Всесвітньої університетської асоціації імені Платона                                       |
| Олександр Андрійович Самарський    | Росія                           | 2.7.1999   | Академік Російської академії наук                                                                   |
| Георг Бажа                         | Угорщина                        | 2.7.1999   | Ректор Дебреценського університету                                                                  |
| Юрій Олексійович Митропольський    | Україна                         | 2.7.1999   | Академік Національної академії наук України                                                         |
| Лю Джуншу                          | КНР                             | 6.9.1999   | Ректор Цзілінського університету                                                                    |
| Вей-Фан Куо                        | Тайвань                         | 6.9.1999   | Міністр освіти                                                                                      |
| Жак Фрайсард                       | Франція                         | 5.6.2000   | Професор Університету імені П'єра і Марії Кюрі                                                      |
| Віктор Антонович Садовничий        | Росія                           | 4.9.2000   | Ректор Московського державного університету імені М. В. Ломоносова                                  |
| Василь Якович Тацій                | Україна                         | 4.9.2000   | Ректор Національної юридичної академії України імені Ярослава Мудрого (м. Харків)                   |
| Леонід Кучма                       | Україна                         | 2.1.2001   | Президент України                                                                                   |
| Дюла Чікаї                         | Угорщина                        | 11.6.2001  | Віце-ректор, професор Дебреценського університету                                                   |
| Джунг Бе Кім                       | Південна Корея                  | 8.10.2001  | Президент Корейського університету                                                                  |
| Ман Джін Чо                        | Південна Корея                  | 8.10.2001  | Президент Благодійної ветеранської корпорації                                                       |
| Крейг Р. Барретт                   | США                             | 29.10.2003 | Виконавчий директор корпорації Інтел                                                                |
| Муртуз Алескеров                   | Азербайджан                     | 5.4.2004   | Голова Міллі Меджлісу Республіки Азербайджан                                                        |
| Іслам Карімов                      | Узбекистан                      | 5.4.2004   | Президент Республіки Узбекистан                                                                     |
| Володимир Георгійович Кадишевський | Росія                           | 5.5.2004   | Директор Об`єднаного інституту ядерних досліджень (м. Дубна)                                        |
| Віка Хеслі                         | США                             | 5.5.2004   | Професор Університету штату Айова                                                                   |
| Жан Жак Боне                       | Франція                         | 5.5.2004   | Директор лабораторії координаційних сполук Університету Поля Сабатьє (м. Тулуза)                    |
| Дафна Дж. Осборн                   | Велика Британія                 | 7.6.2004   | Завідувач відділу фізіології рослин Університету Опен Оксфорд                                       |
| Турабек Нугманович Далімов         | Узбекистан                      | 29.6.2004  | Ректор Національного університету ім. Мірзо Улугбека                                                |
| Михеїл Саакашвілі                  | Грузія                          | 21.3.2005  | Президент Грузії                                                                                    |
| Гіві Васильович Цинцадзе           | Грузія                          | 25.6.2005  | Професор Грузинського технічного університету                                                       |
| Петро Тимофійович Тронько          | Україна                         | 25.6.2005  | Академік НАН України, Герой України                                                                 |
| Сергій Михайлович Нікольський      | Росія                           | 7.11.2005  | Академік Російської академії наук                                                                   |
| Петер Кампітц                      | Австрія                         | 25.6.2007  | Професор Віденського університету                                                                   |
| Нікола Франко Баллоні              | Італія                          | 25.6.2007  | Директор Італійського інституту культури в Україні                                                  |
| Джен Ху Чанг                       | Тайвань                         | 25.6.2007  | Професор Університету китайської культури                                                           |
| Ільхам Генідар Оглу Алієв          | Азербайджан                     | 5.5.2008   | Президент Азербайджану                                                                              |
| Хенрік Козловський                 | Польща                          | 23.6.2008  | Професор Вроцлавського університету                                                                 |
| Анатолій Михайлович Самійленко     | Україна                         | 23.6.2008  | Директор Інституту математики НАН України                                                           |
| Іван Васильович Сергієнко          | Україна                         | 23.6.2008  | Академік Національної академії наук України                                                         |
| Вселенський Патріарх Варфоломій    | Константинопольський патріархат | 23.6.2008  | Святійший архієпископ Константинополя і Нового Риму                                                 |
| Жан-Марі Лен                       | Франція                         | 6.10.2008  | Лауреат Нобелівської премії з хімії                                                                 |
| Емомалі Рахмон                     | Таджикистан                     | 8.12.2008  | Президент Таджикистану                                                                              |
| Леонід Макарович Кравчук           | Україна                         | 12.1.2009  | Перший Президент України                                                                            |
| Шандор Макай                       | Угорщина                        | 7.9.2009   | Професор Західно-угорського університету                                                            |
| Антон Григорович Наумовець         | Україна                         | 7.9.2009   | Віце-президент Національної академії наук України                                                   |
| Борис Ілліч Олійник                | Україна                         | 7.9.2009   | Академік Національної академії наук України                                                         |
| Валерій Михайлович Геєць           | Україна                         | 7.9.2009   | Директор Інституту економіки і прогнозування НАН України                                            |
| Віталій Дмитрович Походенко        | Україна                         | 7.9.2009   | Віце-президент Національної академії наук України                                                   |
| Микола Григорович Жулинський       | Україна                         | 7.9.2009   | Директор Інституту літератури імені Т.Г.Шевченка НАН України                                        |
| Мирослав Володимирович Попович     | Україна                         | 7.9.2009   | Директор Інституту філософії імені Г.С.Сковороди НАН України                                        |
| Михайло Захарович Згуровський      | Україна                         | 7.9.2009   | Ректор Національного технічного університету України "Київський політехнічний інститут"             |
| Платон Григорович Костюк           | Україна                         | 7.9.2009   | Директор Інституту фізіології імені О.О.Богомольця НАН України                                      |
| Віктор Григорович Бар'яхтар        | Україна                         | 11.1.2010  | Керівник Відділення цільової підготовки КНУ імені Тараса Шевченка при НАН України                   |
| Арман Латт                         | Франція                         | 21.6.2010  | Професор Університету Поля Сабатьє (м. Тулуза)                                                      |
| Нурсултан Абішевич Назарбаєв       | Казахстан                       | 6.9.2010   | Президент Казахстану                                                                                |
| Реджеп Таїп Ердоган                | Туреччина                       | 17.1.2011  | Прем’єр-міністр Туреччини                                                                           |
| Жозе Мануель Дурау Баррозу         | Португалія                      | 14.3.2011  | Голова Європейської комісії                                                                         |
| Пан Гі Мун                         | ООН                             | 4.4.2011   | Генеральний секретар ООН                                                                            |
| Олексій Семенович Онищенко         | Україна                         | 20.6.2011  | Генеральний директор Національної бібліотеки України імені В. І. Вернадського, академік НАН України |
| Ів Мелі                            | Франція                         | 20.6.2011  | Професор біофізики факультету фармації Університету Луї Пастера                                     |
| Єфим Ісаакович Зельманов           | США                             | 5.12.2011  | Професор математики Каліфорнійського університету в Сан-Дієго, лауреат Філдсівської премії          |
| Жоре́с Іванович Алфьоров            | Росія                           | 5.3.2012   | Лауреат Нобелівської премії з фізики, академік РАН                                                  |

## Список осіб, позбавлених звання
| ім'я                           | країна   | дата присвоєння | дата позбавлення | посада                        | підстава позбавлення                                   |
| ------------------------------ | -------- | --------------- | ---------------- | ----------------------------- | ------------------------------------------------------ |
| Олександр Григорович Лукашенко | Білорусь | 2.11.2009       | 6.07.2021        | президент Республіки Білорусь | порушення прав людини у Білорусі та зневага до України |

## Зовнішні посилання
- Галерея видатних особистостей Київського Університету